# Wilstrop
Wilstrop est une paroisse civile du Yorkshire du Nord, en Angleterre.